# Chelles, Seine-et-Marne
Chelles (franskt uttal: [ʃɛl]
 ( lyssna)) är en kommun i departementet Seine-et-Marne i regionen Île-de-France i norra Frankrike. Kommunen ligger i kantonen Chelles som tillhör arrondissementet Torcy. År 2022 hade Chelles 54 372 invånare.

## Befolkningsutveckling
| Befolkningsutvecklingen i Chelles 1968–2021 | Befolkningsutvecklingen i Chelles 1968–2021 | Befolkningsutvecklingen i Chelles 1968–2021 | Befolkningsutvecklingen i Chelles 1968–2021 | Befolkningsutvecklingen i Chelles 1968–2021 |
| ------------------------------------------- | ------------------------------------------- | ------------------------------------------- | ------------------------------------------- | ------------------------------------------- |
|                                             |                                             |                                             |                                             |                                             |
| År                                          |                                             |                                             | Folkmängd                                   |                                             |
| 1968                                        | 1968                                        |                                             | 33 281                                      |                                             |
| 1975                                        | 1975                                        |                                             | 36 516                                      |                                             |
| 1982                                        | 1982                                        |                                             | 41 838                                      |                                             |
| 1990                                        | 1990                                        |                                             | 45 365                                      |                                             |
| 1999                                        | 1999                                        |                                             | 45 399                                      |                                             |
| 2007                                        | 2007                                        |                                             | 51 035                                      |                                             |
| 2015                                        | 2015                                        |                                             | 53 833                                      |                                             |
| 2021                                        | 2021                                        |                                             | 54 309                                      |                                             |